# Ferma animalelor (film din 1954)
Ferma animalelor (în engleză Animal Farm) este un film animat din 1954. Regizat de animatorii John Halas⁠(d) și Joy Batchelor⁠(d), a fost produs de compania Halas și Batchelor⁠(d) și finanțat parțial de Central Intelligence Agency (CIA), care a realizat și modificări la scenariul original al filmului. Filmul reprezintă o adaptare a romanul publicat cu același nume de George Orwell în 1945. Deși a fost un eșec comercial și a durat 15 ani pentru a genera profit, a început să fie difuzat cu regularitate în sălile de clasă din Regatul Unit, Statele Unite și alte țări vorbitoare de limbă engleză precum Australia, Canada și Noua Zeelandă în anii 1980.
Drepturile de film pentru o adaptare cinematografică a Fermei animalelor au fost cumpărate de la văduva lui Orwell⁠(d), după ce a fost abordată de agenți ai Office of Policy Coordination⁠(d) (OPC), o ramură a CIA însărcinată cu combaterea comunismului prin mijloace culturale.
Maurice Denham a realizat vocea tuturor animalelor din film.

## Rezumat
Ferma Manor este prost administrată de proprietarul ei beat, domnul Jones⁠(d). Cel mai vârstnic dintre poci, Old Major, încurajează animalele fermei să-l înlăture pe Jones și îi învață cântecul revoluționar „Ale Angliei animale” înainte să moară. Înfometate, animalele pătrund în magazie și încep să mănânce. Acestea îl alungă pe Jones, redenumesc ferma „Ferma animalelor” și distrug toate instrumentele asupritoare utilizate împotriva lor. Deși hotărăsc să nu locuiască în casa fermierului, Napoleon⁠(d), un porc de rasă Saddleback⁠(d), este interesat de acest loc și începe să crească în taină o cățelușă abandonată.
Poruncile animalismului sunt scrise pe unul dintre pereții hambarului, cea mai importantă fiind: „Toate animalele sunt egale”. Ferma funcționează fără probleme și există mâncare din belșug. Porcii devin lideri și revendică produse alimentare speciale necesare „muncii intelectuale”. Succesorul lui Old Major, Snowball⁠(d), dorește construcția unei mori de vânt, în timp ce Napoleon i se opune; le cere câinilor să-l alunge de la fermă, denunțându-l drept trădător și declarându-se lider. Acesta desființează ședințele privind politicile agricole, își asumă luarea tuturor deciziilor și susține construcția morii de vânt pe care a propus-o rivalul său.
Porcii își modifică legile. „Niciun animal nu va dormi în pat” devine „Niciun animal nu va dormi într-un pat cu cearșaf”. Napoleon negociază cu domnul Whymper pentru a obține jeleuri și gemuri în schimbul ouălor de găină. Găinile se revoltă, aruncându-și ouăle în porci când aceștia încearcă să le ia cu forța. Pentru a-și impune voința prin teroare, Napoleon organizează un proces înscenat în care o oaie și o rață sunt acuzate de trădare, iar apoi sunt ucise de câinii săi. Sângele lor este folosit pentru a adăuga la porunca „Niciun animal nu va ucide un alt animal” cuvintele „fără motiv”. Napoleon interzice cântecul „Ale Angliei animale”, declară revoluția încheiată și visul Fermei animalelor realizat.
Un grup de fermieri atacă Ferma animalelor și Jones aruncă în aer moara de vânt. Animalele câștigă bătălia, însă enorm de multe își pierd viața în conflict. Calul Boxer⁠(d), deși rănit în luptă, lucrează la reconstrucția morii de vânt până când este grav rănit într-un accident de muncă. Acesta este preluat de o dubă la ordinul lui Napoleon, iar măgarul Benjamin⁠(d) observă că mașina aparține fabricii de lipici⁠(d) a domnului Whymper. Squealer⁠(d), adjunctul lui Napoleon, rostește un elogiu⁠(d) fals, susținând că ultimele cuvinte glăsuite de Boxter l-au proslăvit pe Napoleon. Animalele nu se lasă păcălite de propagandă, însă nu pot face nimic din cauza câinilor. Porcii se cinstesc cu whisky-ul obținut după vânzarea lui Boxter.
Anii trec și Napoleon își extinde controlul asupra fermelor din vecinătate. Porcii devin bipezi, folosesc bice, consumă alcool și poartă haine. Poruncile sunt reduse la o singură frază: „Toate animalele sunt egale, dar unele animale sunt mai egale decât altele”. Napoleon organizează o cină pentru o delegație străină de porci, care îl felicită pentru că are cele mai muncitoare și mai puțin consumatoare animale din țară. Aceștia visează la un viitor în care porcii sunt proprietarii tuturor fermelor. Benjamin își imaginează că porcii seamănă leit cu domnul Jones.
Realizând că situația lor este mult mai rea decât înainte de revoluție, animalele iau ferma cu asalt. Câinii de pază sunt prea beți pentru a reacționa, iar animalele distrug casa, îl calcă în picioare pe Napoleon și pe ceilalți porci și își revendică ferma.